# CNTNAP2
CNTNAP2‏ (Contactin associated protein like 2) هوَ بروتين يُشَفر بواسطة جين CNTNAP2 في الإنسان.